# Alfredo Daza
Alfredo Daza (* 7. Dezember 1976 in Puebla, Mexiko) ist ein mexikanischer Opernsänger (Bariton).

## Leben
Alfredo Daza begann im Alter von zwölf Jahren eine Gesangsausbildung am Konservatorium von Puebla und wechselte 1994 ans nationale Konservatorium von Mexiko-Stadt.
Von 1997 bis 2000 war er sowohl Mitglied der internationalen San Francisco Adler Fellowship, als auch des Merola Opera Program San Francisco.
Im Jahre 1997 sang Alfredo Daza den Don Giovanni (Don Giovanni) in Mexiko-Stadt. Nach seinem Umzug in die USA debütierte er in verschiedenen nordamerikanischen und europäischen Opernhäusern. So sang Alfredo Daza 1999 den Schaunard an der San Francisco Opera (La Bohème) und in der Canadian Opera Company in Toronto.
2000 gab er sein Debüt als Valentin (in der Oper Faust von Gounod) unter der Leitung von Vladimir Jurowski am Teatro Carlo Felice in Genua und als Dandini (La Cenerentola) am Teatro dell’Opera di Roma. 2001 sang Daza die Titelrolle des Figaro in Rossinis Il barbiere di Siviglia an der Washington Opera, wo er ein Jahr später den Marcello (La Bohème) interpretierte. Als Marcello war er ebenfalls in der New York City Opera in einer Neuproduktion von La Bohème zu hören, die im Rahmen der Serie Live from Lincoln Center im amerikanischen Fernsehen übertragen wurde. Mit dem Michigan Opera Theatre ging Alfredo Daza als Guglielmo (Così fan tutte) auf Japan-Tournee.
An der Los Angeles Opera sang er Ping (Turandot), den Barbier in Rossinis Il barbiere di Siviglia und im Herbst 2004 die Rolle des Marcello in La Bohème. Am Teatro Giuseppe Verdi in Triest trat er als Lescaut in Massenets Manon auf. In Genua folgte sein erster Papageno in der Zauberflöte. Im Herbst 2002 gab Daza unter der Leitung von Antonio Pappano mit der Rolle des Schaunard (La Bohème) sein Debüt am Théâtre Royal de la Monnaie in Brüssel. Im Frühling 2003 sang er den Papageno (Die Zauberflöte) in Cagliari. Als Ford (Falstaff) war er am Teatro Comunale di Bologna unter der Leitung von James Conlon und an der Staatsoper Hamburg unter der Leitung von Simone Young zu sehen. Im Sommer 2009 debütierte er beim Glyndebourne Festival als Belcore (L’elisir d’amore). Im Sommer 2012 gab er sein Debüt als Scarpia in Puccinis Tosca an der Oper Kiel. Seit 2004 ist Daza Ensemblemitglied der Staatsoper Unter den Linden.
Im Jahr 2013 war Daza erstmals in einer Oper von Benjamin Britten zu hören: An der Staatsoper Hamburg verkörperte er die Rolle des Sir Robert Cecil in Brittens Gloriana unter der Leitung von Simone Young.
Im selben Jahr kehrte er nach längerer Zeit zurück nach Los Angeles, um dort unter der Leitung von Placido Domingo die Rolle des Tadeo Cespedes in der Uraufführung der Oper Dulce Rosa zu singen. Mittlerweile spezialisiert sich der Bariton zunehmend auf die Verdi-Rollen seines Repertoires. So sang er an der Staatsoper Berlin 2006 zum ersten Mal Giorgio Germont (La traviata), 2007 Ford (Falstaff), 2008 den Posa in Don Carlo und seit 2009 Renato in Un ballo in maschera unter der Leitung von Phillip Jordan.
Er debütierte im Februar 2014 in der Rolle des Francesco Moor in Verdis Oper I masnadieri im Konzerthaus Berlin.
In seiner Heimat Mexiko war er im Frühjahr 2015 in einer Mozart-Gala („Esto es Mozart“) an der Seite der Sopranistin Karen Gardeazabal im Palacio de Bellas Artes Mexiko-Stadt zu erleben. Im selben Zusammenhang gab er eine Masterclass für die Studenten des Konservatoriums.
Daza gab 2015 sein Debüt als Valdeburgo/Leopoldo in Vincenzo Bellinis Oper La straniera – einer konzertanten Aufführung an der Staatsoper Berlin, in der Edita Gruberova die weibliche Titelpartie sang.

## Auszeichnungen
- 1991 Internationaler Carlo Morelli Gesangswettbewerb in Mexiko-Stadt (1. Sonderpreis)
- 1994 Nationaler mexikanischer Wettbewerb des Sinfonieorchesters der Universität von Guanajuato, OSUG. (1. Preis)
- 1995 Nationaler mexikanischer Jugendmusikwettbewerb der Nationalen Stiftung für Kunst und Kultur, FONCA (1. Preis)
- 1998 Placido-Domingo-Preis der internationalen Gesellschaft für mexikanische künstlerische Werte, SIVAM, in Form eines Stipendiums
- 1999 Internationaler Hans-Gabor-Belvedere-Gesangswettbewerb, Wien (Publikumspreis)

## Repertoire
| Komponist                   | Oper                             | Rolle                     |
| --------------------------- | -------------------------------- | ------------------------- |
| Wolfgang Amadeus Mozart     | Don Giovanni                     | Don Giovanni              |
| Wolfgang Amadeus Mozart     | Così fan tutte                   | Guglielmo und Don Alfonso |
| Wolfgang Amadeus Mozart     | Le nozze di Figaro               | Almaviva                  |
| Wolfgang Amadeus Mozart     | Die Zauberflöte                  | Papageno                  |
| Georges Bizet               | Les pêcheurs de perles           | Zurga                     |
| Benjamin Britten            | Gloriana                         | Sir Robert Cecil          |
| Gaetano Donizetti           | L’elisir d’amore                 | Belcore                   |
| Gaetano Donizetti           | Lucia di Lammermoor              | Enrico Ashton             |
| Vincenzo Bellini            | La straniera                     | Valdeburgo/Leopoldo       |
| Lena Frank                  | El último sueño de Frida y Diego | Diego Rivera              |
| Lee Holdridge               | Dulce Rosa                       | Tadeo Cespedes            |
| Gioacchino Rossini          | Il barbiere di Siviglia          | Figaro                    |
| Gioacchino Rossini          | La scala di seta                 | Germano und Blansac       |
| Gioacchino Rossini          | Il signor Bruschino              | Gaudenzio                 |
| Gioacchino Rossini          | La Cenerentola                   | Dandini                   |
| Gioacchino Rossini          | Il turco in Italia               | Il Poeta Prodoscimo       |
| Giacomo Puccini             | La Bohème                        | Marcello                  |
| Giacomo Puccini             | Madama Butterfly                 | Sharpless                 |
| Giacomo Puccini             | Tosca                            | Scarpia                   |
| Giacomo Puccini             | Turandot                         | Ping                      |
| Giacomo Puccini             | Manon Lescaut                    | Lescaut                   |
| Pjotr Iljitsch Tschaikowsky | Pique Dame                       | Jeletzki                  |
| Jules Massenet              | Manon                            | Lescaut                   |
| Jules Massenet              | Werther                          | Albert                    |
| Umberto Giordano            | Fedora                           | De Siriex                 |
| Charles Gounod              | Faust                            | Valentin                  |
| Christoph Willibald Gluck   | Iphigénie en Tauride             | Orestes                   |
| Claude Debussy              | L’enfant prodigue                | Simeon                    |
| Giuseppe Verdi              | Giovanna d’Arco                  | Giacomo                   |
| Giuseppe Verdi              | La traviata                      | Giorgio Germont           |
| Giuseppe Verdi              | Falstaff                         | Ford                      |
| Giuseppe Verdi              | Don Carlo                        | Rodrigo, marchese di Posa |
| Giuseppe Verdi              | Un ballo in maschera             | Renato                    |
| Giuseppe Verdi              | I masnadieri                     | Francesco Moor            |
| Giuseppe Verdi              | Il trovatore                     | Conte di Luna             |
| Giuseppe Verdi              | Attila                           | Ezio                      |
| Giuseppe Verdi              | Macbeth                          | Macbeth                   |
| Hans Zender                 | Chief Joseph                     | Chief Joseph I            |

## Diskografie
- La Bohème (DVD) Oper von Giacomo Puccini, Live from Lincoln Center, mit Rolando Villazón, Maria Kaniova und Alfredo Daza, Dirigent George Manahan – PBS/Live from Lincoln Center
- Stolen Notes (CD) Verdi-Arien mit dem Parma Opera Ensemble – Michael Storrs Music
- Manon (DVD) Oper von Jules Massenet mit Anna Netrebko, Rolando Villazón und Alfredo Daza, Dirigent Daniel Barenboim – Deutsche Grammophon
- Angel & Demon (CD) Lieder von Nikolai Rimski-Korsakow, Anna Samuil (Sopran), Alfredo Daza (Bariton) – Michael Storrs Music
- L’elisir d’amore (DVD) Oper von Gaetano Donizetti mit Ekaterina Siurina, Peter Auty und Alfredo Daza, Dirigent Maurizio Benini beim Glyndebourne Festival – Opus Arte
- Falstaff (Blu-ray Disc)

Oper von Giuseppe Verdi mit Michael Volle, Barbara Frittoli und Alfredo Daza, Dirigent Daniel Barenboim beim Staatsoper Berlin - Naxos